# معماری توکیو

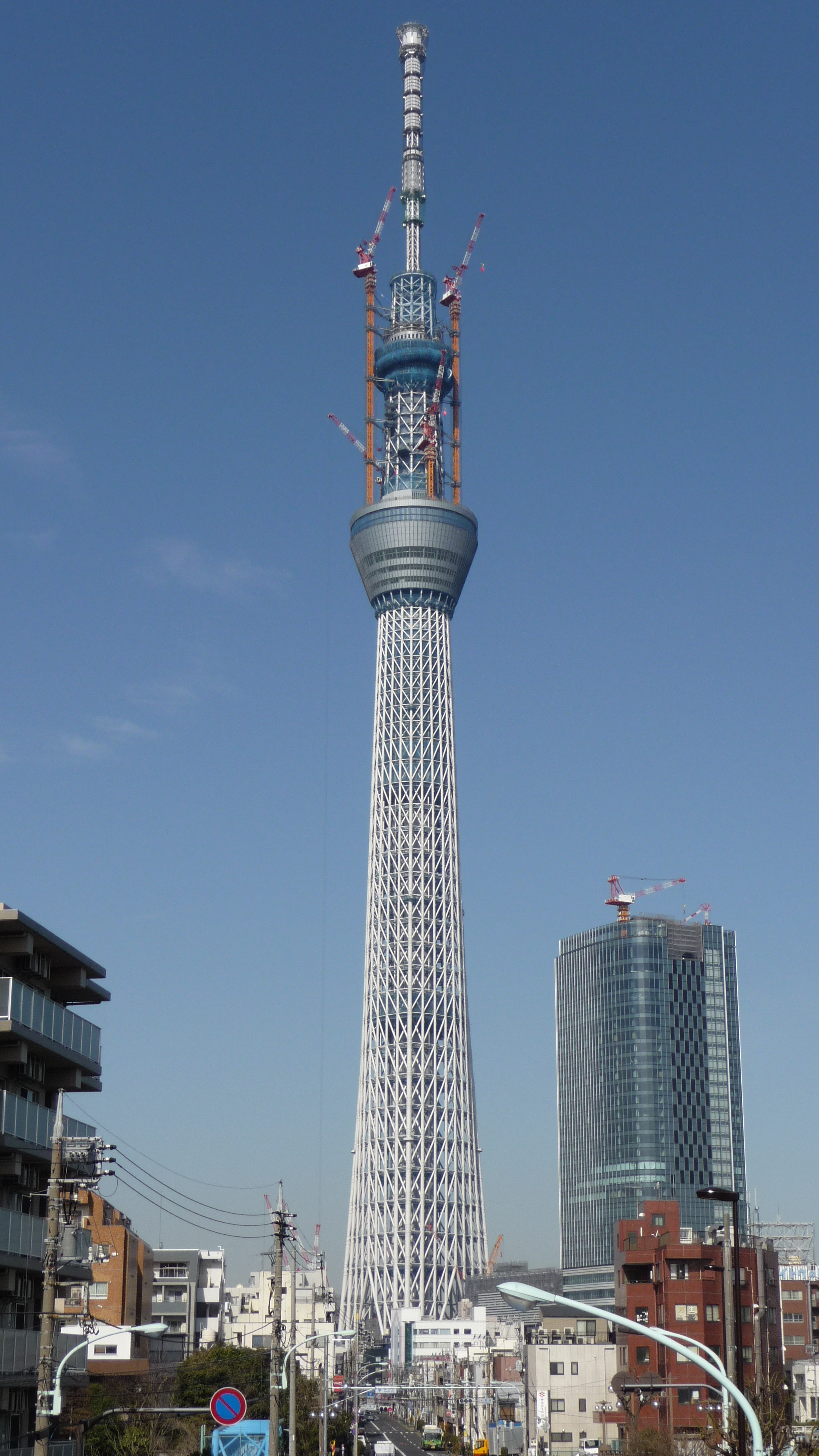
توکیو اسکای تری

در تاریخ اخیر دو بار توکیو به‌طور کامل ویران شده‌است. نخست در سال ۱۹۲۳ میلادی و در پی زمین‌لرزهٔ بزرگ کانتو و پس از آن در جریان بمباران‌های گسترده در طی جنگ جهانی دوم به همین سبب چشم‌انداز کنونی شهر توکیو بسیار مدرن و معاصر است و بناهای تاریخی و کهنه بسیار کمیاب هستند.  
به عنوان مهمترین بناهای توکیو می‌توان از بناهای زیر نام برد:
- برج توکیو
- رینبو بریج
- ساختمان مجلس ملی ژاپن
- استادیوم ملی یویوگی
- شهرداری توکیو
- نمایشگاه بین‌المللی توکیو
- ساختمان آبجوی آساهی در آساکوسا
- ایستگاه توکیو
- توکیو اینترنشنال فورم
- روپونگی هیلز

## نگارخانه

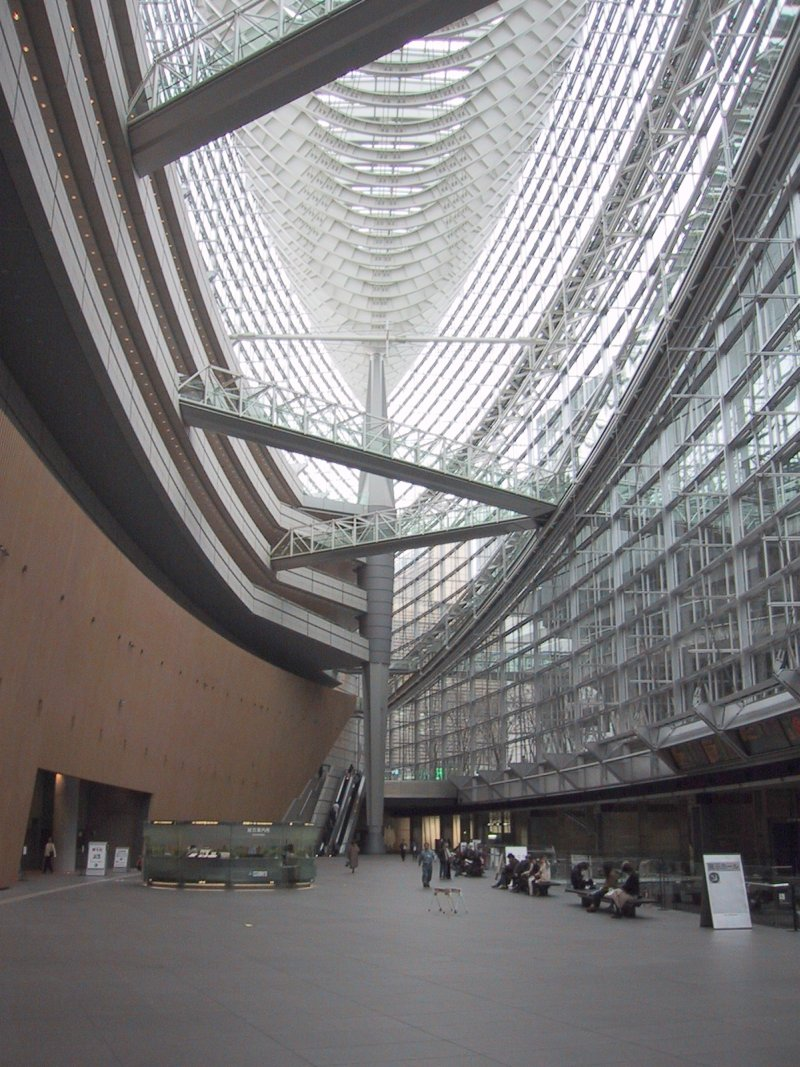
نمایشگاه بین‌المللی توکیو
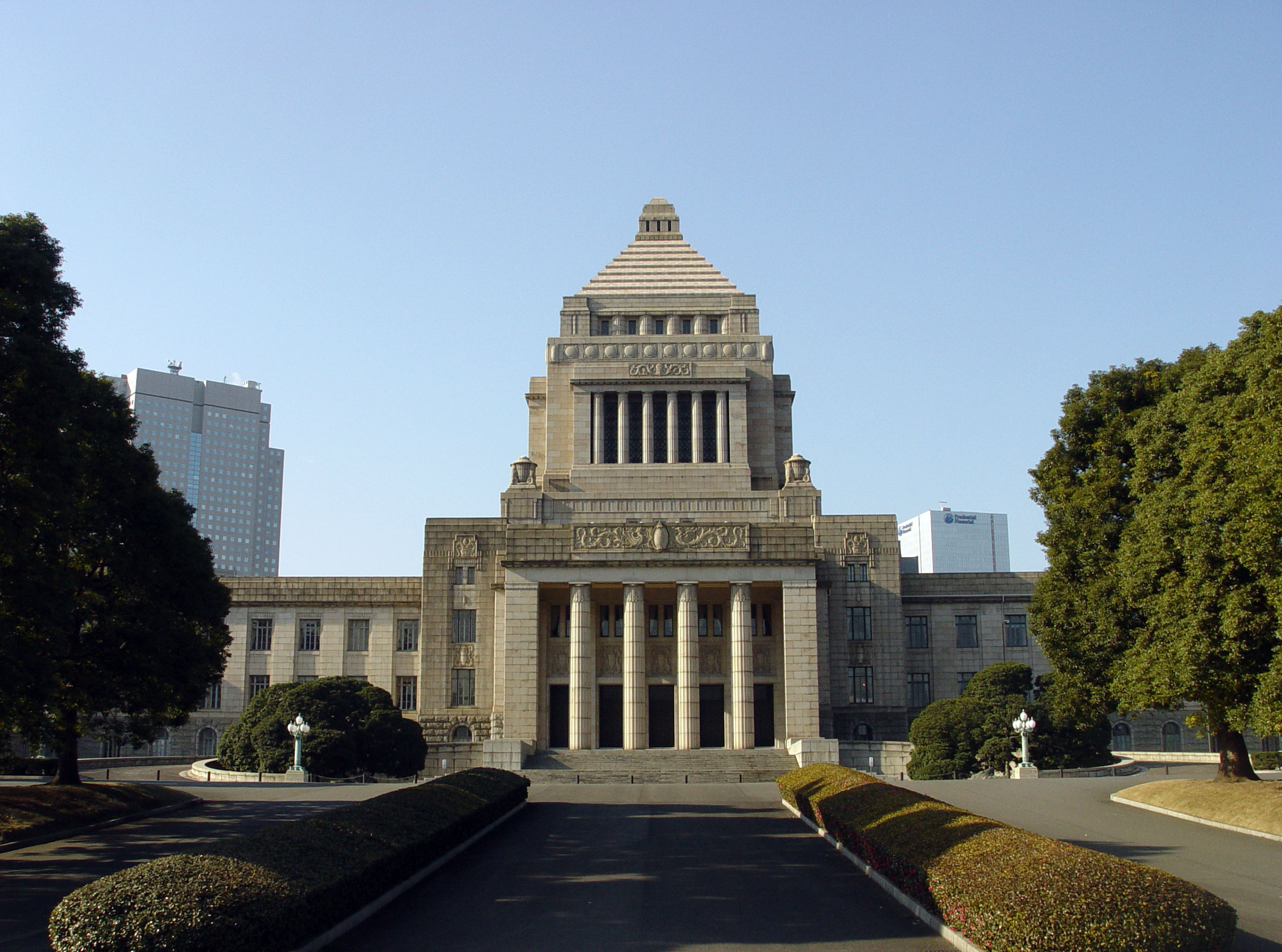
ساختمان مجلس ملی ژاپن.
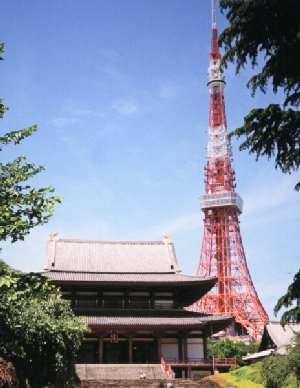
معبد زوجوجی در پارک شیبا و برج توکیو.
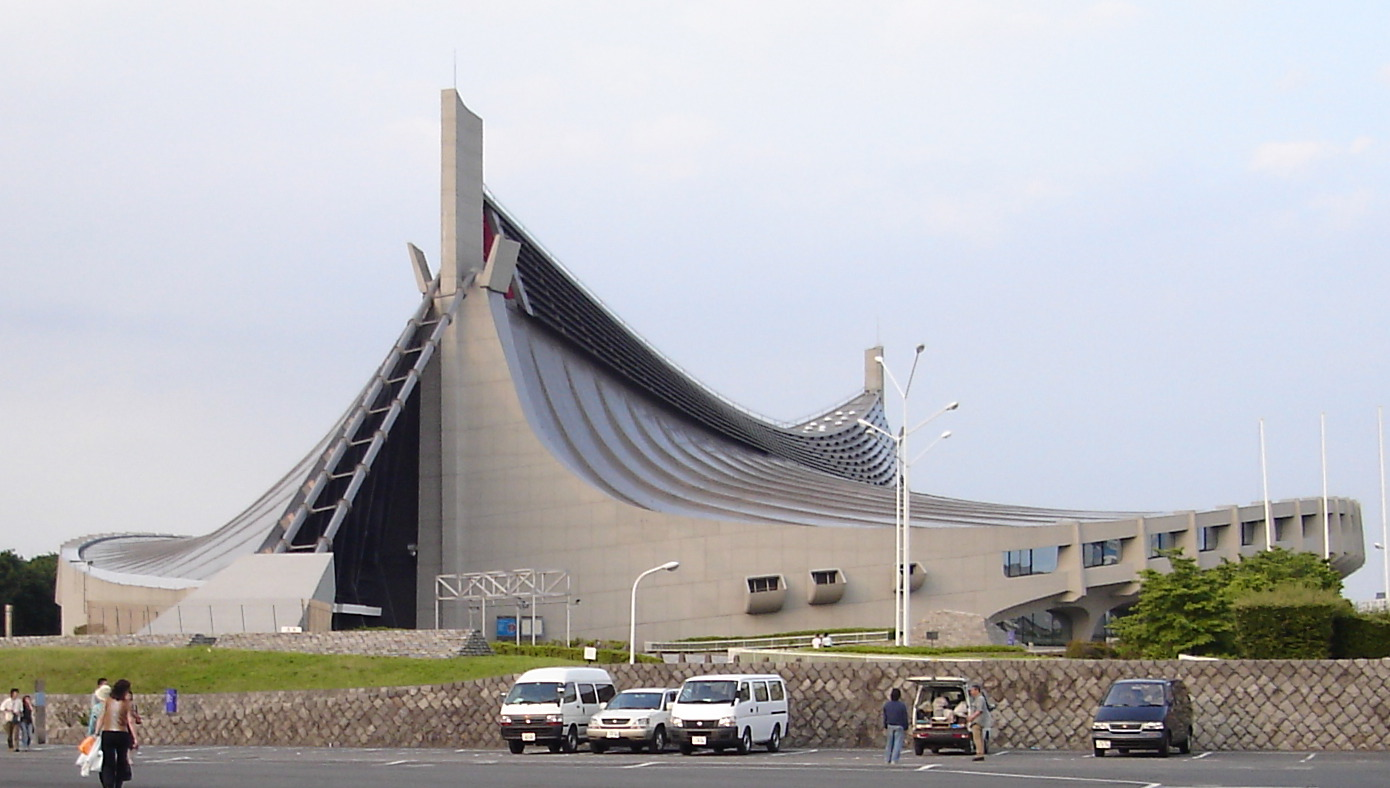
استادیوم ملی یویوگی, اثر کنزو تانگه.